# Filodrillia thornleyana
Filodrillia thornleyana é uma espécie de gastrópode do gênero Filodrillia, pertencente à família Borsoniidae.